# نهر بارو بارات
نهر بارو بارات هي قناة من صنع الإنسان تتدفق من نهر سيسادان في بوجور ريجنسي إلى جاكرتا عاصمة إندونيسيا. كانت واحدة من قناتين بنيت في القرن الثامن عشر تحت أمر الحاكم العام غوستاف ويليم فان إيمهوف، بنيت في الأصل لنقل الحصاد الزراعي من بوجور إلى باتافيا (جاكرتا الآن). حاليا تعد كلتا القناتين المعروفة الآن باسم نهر بارو تيمور ونهر بارو بارات من بين الأنهار الرئيسية في جاكرتا، وجزء من مشروع السيطرة على الفيضانات.

## التسمية
يرتبط اسم «كالي بارو» (النهر الجديد) بميناء الصيد في منطقة تانجونغ بريوك. في الستينيات تم إنشاء المرفأ ليحل محل ميناء كالي كريسيك لاهوا للصيد الذي تم إغلاقه في عام 1967. تم تقسيم المنطقة إلى قسمين: كالي بارو تيمور (نهر بارو الشرقي) وكالي بارو بارات (نهر بارو الغربي). على الرغم من إغلاق ميناء الصيد في عام 1988 إلا أن الميناء أصبح مكانًا لتفريغ الأحراج في جاكرتا، لكن الاسم لا يزال يستخدم في الأنهار والمناطق.

## التاريخ
في عام 1739 قامت حكومة جزر الهند الشرقية الهولندية التابعة للحاكم العام فان إيمهوف ببناء أووسترسلوخان («القناة الشرقية») للري ونقل البضائع من المناطق الداخلية. تم الانتهاء من القناة بعد 14 عامًا في عام 1753، لكن الجهد المبذول لاستخدامها كطريقة نقل قد فشلت بسبب العديد من التسريبات وارتفاع تكلفة بناء بوابات مائية متعددة. أخيرًا تم استخدامها فقط للري. في عام 1753 تم تمديد أووسترسلوخان إلى القناة الشرقية في لاباناغان بانتنغ، وانضمت إلى قناة براباتان، والمعروفة باسم «كالي بارو»، وحالياً باسم «كالي بارو تيمور» (نهر بارو تيمور). نظرًا لأن القناة الشرقية تطلبت تكاليف صيانة وإصلاح مرتفعة، في عام 1776 أمر فان إيمهوف بفتح قناة أخرى من نهر سيسادان لتتدفق إلى سي ليونج. كانت هذه القناة تسمى ويسترسلوخان («القناة الغربية»)، وتسمى حاليًا «كالي بارو بارات» (نهر بارو بارات). في حين تم حفر القناة الشرقية من كاتولامبا حتى ميستر (جاتينجارا)، تم تلقي إمدادات مياه إضافية من نهر سيكيس حتى نهر سونتر أو فيسترسلوكان أو القناة الشرقية، حيث يتم التدفق من نهر سيسادان مروراً بنهر سيباكانسيلان إلى مهر بارو بارات، وماترامان (نهر مينانجكاباو)، والتفريغ يتم في بانجير كانال بارات.

## الهيدرولوجيا
تم تجميع نهر بارو بارات في نظام معالجة الدفق المركزي للمنطقة الوسطى في جاكرتا، إلى جانب نهر كروكوت وسيسي ليونج وبانجير كانال/تاروم بارات، مع خصم إجمالي للدخول عند المنبع من 50 مترًا في الثانية وفي الجزء السفلي من 290 متر مكعب في الثانية، وخصم الخروج عند المنبع 150 م مكعب في الثانية وعند المصب 370 م مكعب في الثانية، من حوالي 17 رافد.
في عام 2016 كان عرض النهر 3 أمتار. يصل العمق فقط إلى أصابع القدم في موسم الجفاف، ولكن يصل إلى متر واحد في موسم الأمطار. تمت تغطية الجزء السفلي وشواطئ النهر بالطحالب الخضراء والشجيرات البرية، مما يعطي صبغة خضراء للنهر على الرغم من المياه الشفافة.

## الجغرافيا
يتدفق النهر في المنطقة الشمالية الغربية من جاوة مع مناخ الغابات المطيرة الاستوائية في الغالب (المعينة باسم إيه إف في تصنيف مناخ كوبن - جيجر). متوسط درجة الحرارة السنوي في المنطقة هو 27 درجة مئوية. أكثر الشهور دفئًا هو شهر مارس عندما يكون متوسط درجة الحرارة حوالي 30 درجة مئوية، وأكثر الشهور برودة هو شهر مايو عند 26 درجة مئوية. يبلغ متوسط هطول الأمطار السنوي 3674 ملم. الشهر الأكثر مطرًا هو ديسمبر بمعدل قدره 456 ملم من الأمطار، وأكثر الشهور جفافًا هو سبتمبر مع 87 ملم من الأمطار.

## التطبيع
نهر بارو بارات هو أحد مصادر الفيضانات في جاكرتا، ويرجع ذلك بشكل رئيسي إلى تراكم القمامة التي تلقى في النهر. سعت الحكومة لتنظيف النهر، وأظهرت النتيجة في عام 2015 أن المزيد من الأطفال يمكنهم اللعب في النهر.